# Парламентские выборы во Франции (1981)
Внеочередные парламентские выборы 1981 года во Франции состоялись 14 и 21 июня после роспуска парламента президентом республики Франсуа Миттераном. На них было избрано седьмое Национальное собрание Пятой республики.

## Контекст выборов и их последствия
10 мая 1981 года Франсуа Миттеран был избран президентом Франции. Он стал первым социалистическим лидером, выбранным на этот пост в результате всеобщих выборов. Он назначил Пьера Моруа премьер-министром и распустил парламент, чтобы получить парламентское большинство.
Парламентские выборы стали крупнейшим триумфом Социалистической партии Франции на выборах. Она получила абсолютное парламентское большинство и впервые с 1947 года смогла сформировать правительство. Хотя коммунисты снизили свои результаты, в правительство вошли 4 коммуниста.
Предыдущее правое большинство находилось в упадке в результате экономического кризиса, нежелания перемен и противоборства внутри правой коалиции между Жаком Шираком и Валери Жискар д'Эстеном.

## Результаты

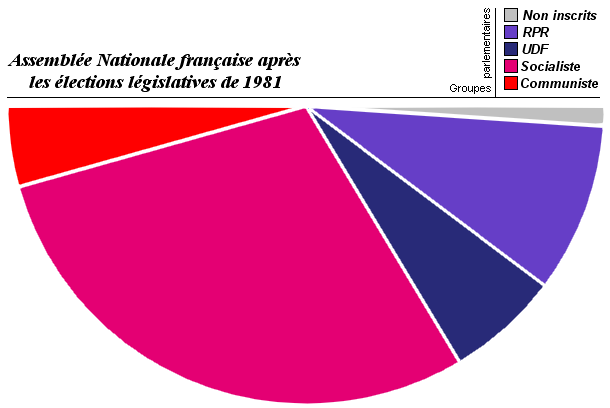
Распределение голосов по партиям.

| Партии и коалиции                            | Партии и коалиции                                                     | Сокр. | Голоса (тур 1) | % (тур 1) | Места (тур 2) |
| -------------------------------------------- | --------------------------------------------------------------------- | ----- | -------------- | --------- | ------------- |
|                                              | Социалистическая партия (Parti socialiste)                            | PS    | 9 077 435      | 36.0      | 266           |
|                                              | Французская коммунистическая партия (Parti communiste français)       | PCF   | 4 065 962      | 16.1      | 44            |
|                                              | Движение левых радикалов (Mouvement des radicaux de gauche)           | MRG   | 354 632        | 1.4       | 14            |
|                                              | Прочие левые                                                          | DVG   | 187 230        | 0.7       | 9             |
|                                              | Всего «Президентское большинство» (Левые)                             |       | 13 685 259     | 54.3      | 333           |
|                                              | Объединение в поддержку республики (Rassemblement pour la République) | RPR   | 5 258 328      | 20.9      | 85            |
|                                              | Союз за французскую демократию (Union pour la démocratie française)   | UDF   | 4 835 552      | 19.2      | 62            |
|                                              | Прочие правые                                                         | DVD   | 706 926        | 2.8       | 11            |
|                                              | Всего «Союз за новое большинство» (Правые)                            |       | 10 800 806     | 42.9      | 158           |
|                                              | Крайне левые                                                          |       | 343 831        | 1.4       | -             |
|                                              | Экологисты                                                            | ECO   | 271 287        | 1.1       | -             |
|                                              | Национальный фронт (Front national)                                   | FN    | 90 392         | 0.4       | -             |
|                                              | Всего                                                                 |       | 25 191 575     | 100       | 491           |
| Не участвовало: 29.7% (тур 1); 25.0% (тур 2) |                                                                       |       |                |           |               |